# Malcolm IV d'Escòcia
Malcolm IV d'Escòcia (gaèlic escocès: Máel Coluim mac Eanric, 24 de maig de 1141 - 9 de desembre de 1165) fou rei d'Escòcia, fill del príncep Enric, fill del rei David I, a qui va succeir. Va sotmetre Galloway el 1160, però el 1157 hagué de retre homenatge al rei Enric II d'Anglaterra, a qui acompanyaria a Tolosa de Llenguadoc el 1159 a canvi de la concessió dels comtats de Huntingdon i Northampton. Durant el seu regnat van disminuir les revoltes celtes i vikingues, però patí atacs de Somerled, senyor de les illes i d'Argyll amb el pretendent Donald Macbeth, fins que el va matar a Renfrew el 1164. A la fi del seu regnat va renunciar a Cumberland i Northumberland.